# Mistrzostwa Europy w Short Tracku 2001
5. edycja Mistrzostw Europy w Short Tracku odbywała się w dniach 19–21 stycznia 2001 w holenderskiej Hadze.

## Klasyfikacja medalowa
Pogrubieniem oznaczono kraj gospodarza mistrzostw (Holandia):
| Lp.    | Kraj            | Złoto | Srebro | Brąz | Razem |
| 1.     | Bułgaria        | 6     | 0      | 0    | 6     |
| 2.     | Francja         | 3     | 0      | 3    | 6     |
| 3.     | Włochy          | 2     | 5      | 4    | 11    |
| 4.     | Holandia        | 1     | 4      | 1    | 6     |
| 5.     | Wielka Brytania | 0     | 3      | 1    | 4     |
| 6.     | Niemcy          | 0     | 0      | 1    | 1     |
| 6.     | Węgry           | 0     | 0      | 1    | 1     |
| 6.     | Rosja           | 0     | 0      | 1    | 1     |
| Ogółem | Ogółem          | 12    | 12     | 12   | 36    |

## Medaliści i medalistki

### Mężczyźni
| Konkurencja          | Złoto            | Czas     | Srebro            | Czas     | Brąz              | Czas     |
| -------------------- | ---------------- | -------- | ----------------- | -------- | ----------------- | -------- |
| 500 metrów           | Maurizio Carnino | 43.170   | Nicola Rodigari   | 43.200   | Dave Versteeg     | 43.440   |
| 1000 metrów          | Bruno Loscos     | 1:30.842 | Cees Juffermans   | 1:31.226 | Arian Nachbar     | 1:31.322 |
| 1500 metrów          | Bruno Loscos     | 2:19.296 | Nicky Gooch       | 2:19.597 | Michele Antonioli | 2:19.723 |
| 3000 metrów          | Cees Juffermans  | 5:07.689 | Nicky Gooch       | 5:07.874 | Nicola Rodigari   | 5:07.988 |
| Wielobój             | Bruno Loscos     | 76 pkt.  | Cees Juffermans   | 63 pkt.  | Nicky Gooch       | 42 pkt.  |
| Sztafeta 5000 metrów | Włochy ·         | 7:15.968 | Wielka Brytania · | 7:18.248 | Węgry ·           | 7:23.216 |

### Kobiety
| Konkurencja          | Złoto             | Czas     | Srebro             | Czas     | Brąz              | Czas     |
| -------------------- | ----------------- | -------- | ------------------ | -------- | ----------------- | -------- |
| 500 metrów           | Ewgenija Radanowa | 45.360   | Mara Zini          | 45.852   | Stéphanie Bouvier | 46.372   |
| 1000 metrów          | Ewgenija Radanowa | 1:36.665 | Marta Capurso      | 1:37.116 | Mara Zini         | 1:37.478 |
| 1500 metrów          | Ewgenija Radanowa | 2:35.542 | Mara Zini          | 2:35.968 | Marta Capurso     | 2:36.377 |
| 3000 metrów          | Ewgenija Radanowa | 5:51.694 | Danielle Molendijk | 5:52.535 | Stéphanie Bouvier | 5:54.002 |
| Wielobój             | Ewgenija Radanowa | 136 pkt. | Mara Zini          | 58 pkt.  | Stéphanie Bouvier | 39 pkt.  |
| Sztafeta 3000 metrów | Bułgaria ·        | 4:28.970 | Holandia ·         | 4:29.428 | Rosja ·           | 4:30.666 |